# Thur (dopływ Renu)
Thur – rzeka w północno-wschodniej Szwajcarii o długości 131 km. Jest lewym dopływem Renu. Źródło rzeki znajduje się w okolicach góry Säntis, w Prealpach Szwajcarskich. Następnie rzeka przepływa przez kantony: St. Gallen, Turgowia oraz Zurych, by ostatecznie zakończyć swój bieg poprzez ujście do Renu w okolicach miasta Szafuza, na granicy szwajcarsko-niemieckiej. Przed ujściem do Renu, w okolicach Szafuzy, Thur tworzy Thur Meadows, największe mokradła w środkowej Szwajcarii o powierzchni niemal 400 hektarów. Tutaj Thur ponownie nabywa kształtu naturalnego koryta, tworząc meandry i zalewając okoliczne łąki, gdy poziom wody wzrasta. Dzięki tego rodzaju warunkom utworzyły się  nowe biotopy dla rzadkich zwierząt i roślin.

## Nazwa
Nazwa została  poświadczona  po raz pierwszy w  886 roku, jako Dura. W XIII wieku pojawia się pisownia Turia, w XIV wieku Thûr, Tûr. Nazwa została zinterpretowana jako staroeuropejski hydronim, od *durâ lub *duriâ "rzeka" od indoeuropejskiego rdzenia *dhu "biec, spieszyć się".
Turgowe, wieś w Księstwie Alemanii, została nazwana na cześć zbiornika wodnego. Pierwsza wzmianka o wsi  jest nieco starsza niż najwcześniejsza wzmianka o zbiorniku wodnym,. Jest on bowiem  wzmiankowany we wsi Durgaugen koło 745 roku. Stąd się wzięła późniejsza nazwa kantonu Turgowia.

## Dopływy
Wildhauser Thur (w Unterwasser)
Wissthur (w Stein)
Luteren (w Neu St. Johann)
Dietfurterbach (w Dietfurt)
Necker (w Lütisburg)
Gonzenbach (w Lütisburg)
Uze (w Niederuzwil)
Glatt (w Oberbüren)
Sitter (w Bischofszell)
- Schwendibach
- Weissbach
- Rotbach
- Wattbach
  - Gstaldenbach
  - Buebenrütibach

- Urnäsch
  - Wissebach

Furtbach
Giessen (w Amlikon-Bissegg)
- Wisebach
  - Tobelbach
  - Mättlibach

Kemme (w Pfyn)
- Tosbach
- Furtibach

Seebach (w Weiningen)
Murg
- Lützelmurg

- Lauche

Tägelbach
Ellikerbach
Mederbach
- Bruggbach

- Abistbach

## Powodzie
Rzeka Thur, niezakłócona przez żadne jezioro, od swojego źródła aż do ujścia do Renu, jest górskim strumieniem, który ma skłonność do gwałtownego wzrostu poziomu wody podczas odpowiednich warunków pogodowych. Największe powodzie były w latach: 
- Powódź z 1664 roku[5]
- Powódź z 1693 roku, podczas której, jak mówi Jakob Vogel von Alten, "nagle kawałek ziemi o niewiarygodnej wielkości został nagle oderwany od reszty tuż obok jego domu i z przerażającym hukiem zatonął w Thur"[6]
- Najcięższą powodzią była powódź 29 i 30 lipca 1789 roku[7].
- W czerwcu 1876 roku, długotrwałe i obfite opady deszczu spowodowały, że wszystkie rzeki wystąpiły z brzegów, powodując ogromne szkody. Zmyte zostały  zbocza, drogi, domy[8].
- 13 maja 1999 roku, rzeka Thur osiągnęła historyczny poziom powodziowy. Przez rzekę przepływało 1130 metrów sześciennych wody na sekundę[9].

## Miejsce pomiaru Andelfingen
| Prawdopodobieństwo wystąpienia rocznych wartości powodziowych (WWQ) Okres pomiarowy 1904–2020 Miejsce pomiaru: Thur – Andelfingen – 2044                                                             | Prawdopodobieństwo wystąpienia rocznych wartości powodziowych (WWQ) Okres pomiarowy 1904–2020 Miejsce pomiaru: Thur – Andelfingen – 2044 | Prawdopodobieństwo wystąpienia rocznych wartości powodziowych (WWQ) Okres pomiarowy 1904–2020 Miejsce pomiaru: Thur – Andelfingen – 2044 | Prawdopodobieństwo wystąpienia rocznych wartości powodziowych (WWQ) Okres pomiarowy 1904–2020 Miejsce pomiaru: Thur – Andelfingen – 2044 | Prawdopodobieństwo wystąpienia rocznych wartości powodziowych (WWQ) Okres pomiarowy 1904–2020 Miejsce pomiaru: Thur – Andelfingen – 2044 | Prawdopodobieństwo wystąpienia rocznych wartości powodziowych (WWQ) Okres pomiarowy 1904–2020 Miejsce pomiaru: Thur – Andelfingen – 2044 |
| --- | --- | --- | --- | --- | --- |
| powtarzalność w latach | 2 | 10 | 30 | 100 | 300 |
| Natężenie przepływu (m³/s) | 578 | 825 | 948 | 1061 | 1150 |
| Uwagi: natężenie przepływu to objętość wody przepływającej przez dany przekrój rzeki w jednostce czasu (najczęściej na sekundę) Q (m3/s) = A (m2) x V (m/s) czyli przepływ = powierzchnia x prędkość | | | | | |

Średni roczny przepływ górny rzeki Thur wynosi 588,52 m³/s. Najwyższy szczyt roczny został zmierzony w 1999 roku i wyniósł 1130 m³/s.

## Thurweg
Thurweg to 160-kilometrowy szlak pieszy, który prowadzi wzdłuż brzegów rzeki Thur od Wildhaus do Rüdlingen. Największe atrakcje:

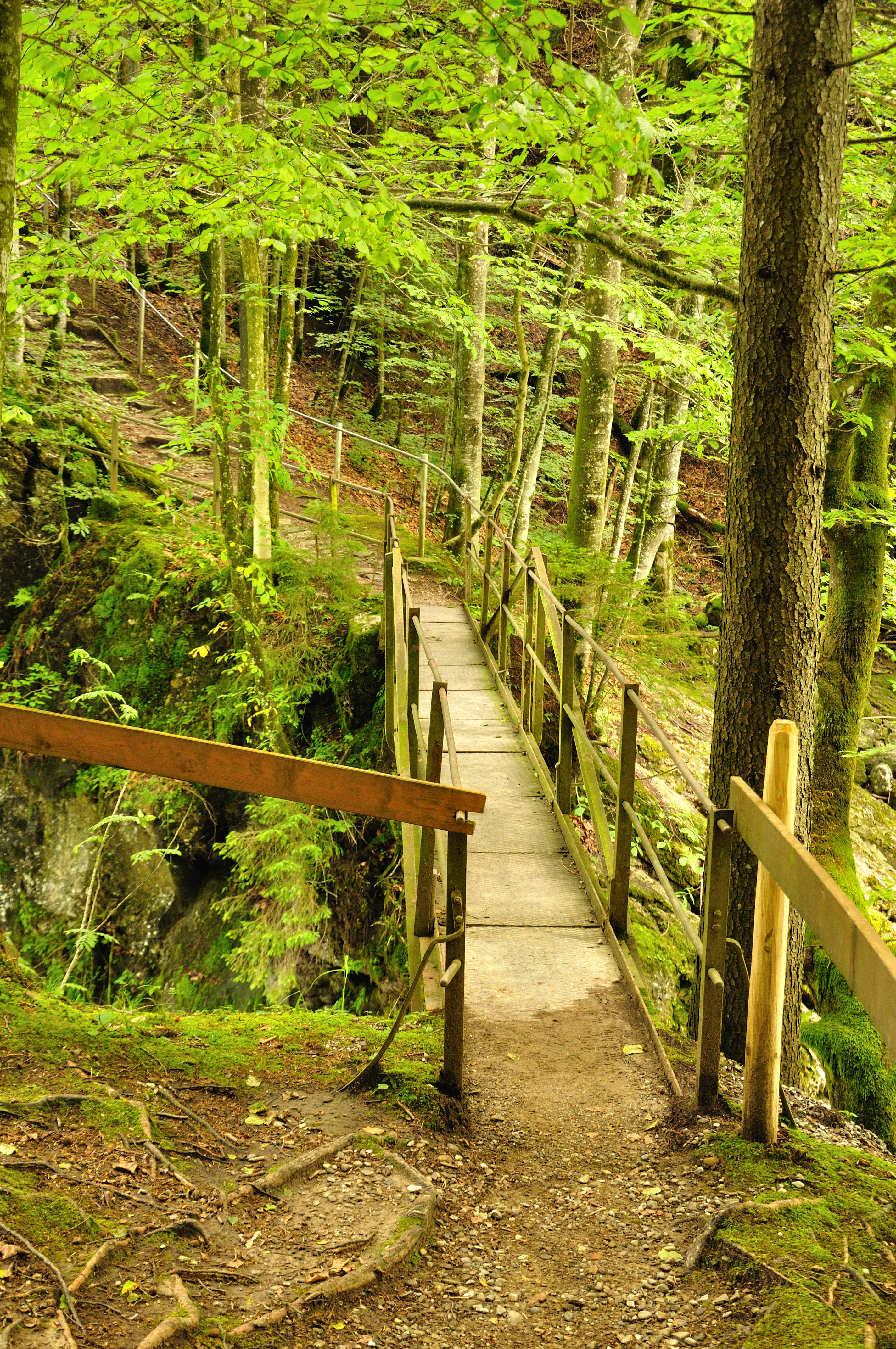
2010-08-08 08-22-54 Switzerland St. Gallen Nesslau Nesslau

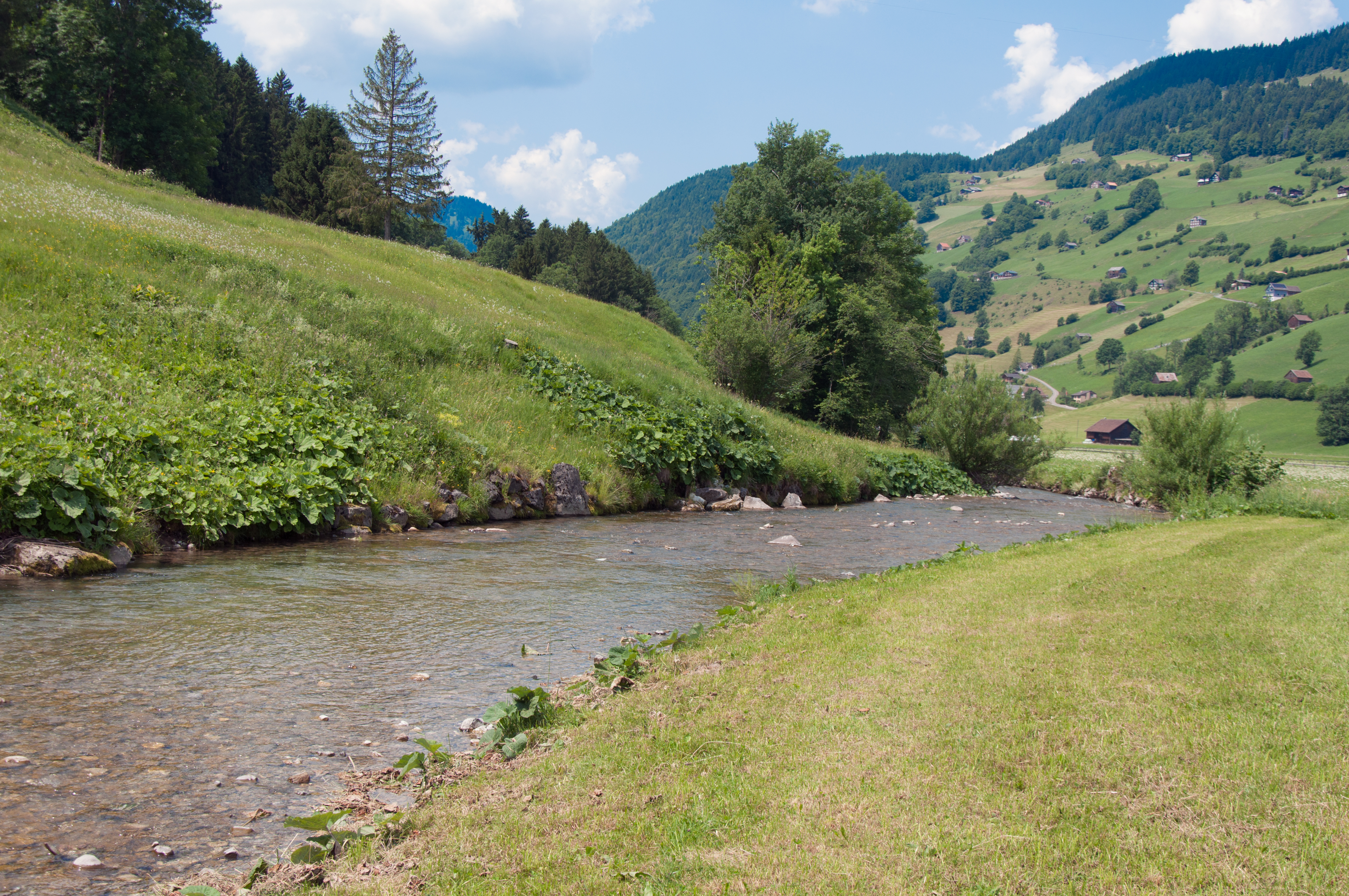
2017-06-21 10-23-22 897.0 Switzerland Kanton St. Gallen Unterwasser

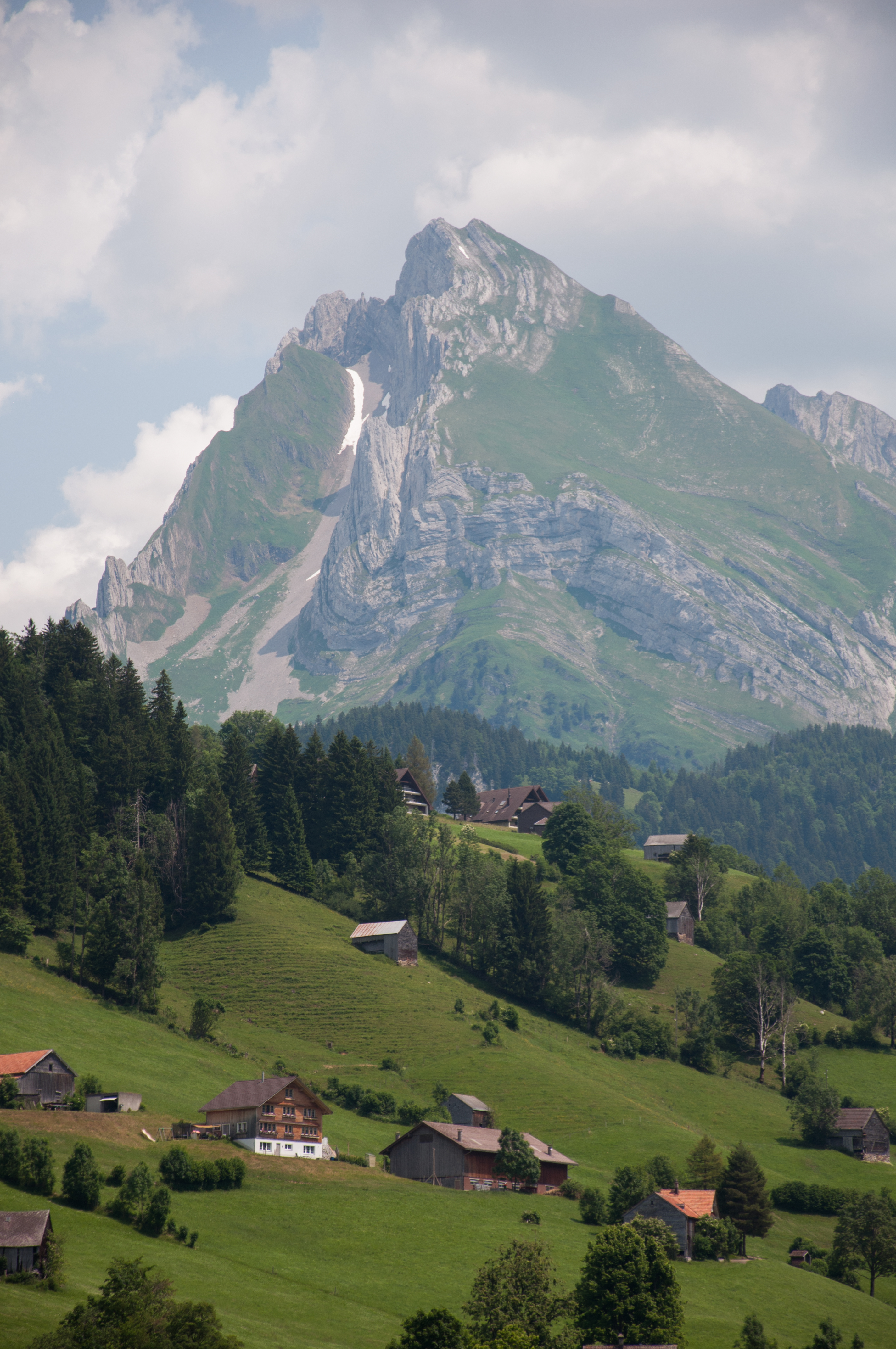
2017-06-21 10-38-36 895.0 Switzerland Kanton St. Gallen Unterwasser Alt St. Johann

- Góra Säntis: Szlak prowadzi do źródła rzeki Thur na górze Säntis, trasa widokowa w okręgu Toggenburg[13].
- Doliny Thur i region winiarski w Zurychu[14]: Szlak prowadzi przez równiny Doliny Thur i region winiarski w Zurychu, gdzie Thur wpływa do Renu. W regionie winiarskim kantonu Zurych, Thur wykazuje swoje typowe meandry aż do renaturyzowanych mokradeł Thur nad Renem..
- Turgowia rejon znany z dużych ilości szlaków rowerowych[15].
- Winnice: szlaki w  dolnym biegu rzeki podkreślają tradycyjną uprawę winorośli[16].